# Valentina Dmitrieva
Valentina Iovovna Dmitrieva (russe : Валенти́на Ио́вовна Дми́триева), née le 10 mai 1859 et morte le 18 février 1947, est une écrivaine, enseignante, médecin et révolutionnaire russe/soviétique. 

## Biographie

### Jeunesse
Dmitrieva est née dans le village de Voronino, dans le gouvernement de Saratov, dans l’Empire russe, où son père est serf,. Il a été envoyé dans une école d'agriculture par son maître et est ensuite nommé surveillant du domaine de ce dernier. Sa mère, Anna, transmet son amour de la littérature à Dmitrieva. Après l'abolition du servage en 1861, la famille est réduite à la pauvreté et à une existence transitoire. 
Petite fille, Dmitrieva lit tout ce qu'elle peut trouver, des livres empruntés aux journaux mis au rebut. Elle tient aussi un journal de ses 10 à ses 23 ans, utilisant des bouts de papier et de vieilles enveloppes. Il est finalement confisqué par la police. La famille part vivre chez le grand-père maternel de Dmitrieva. Adolescente, elle est confinée au rôle traditionnel des filles dans la société russe de l'époque, la limitant aux tâches ménagères telles que coudre et cuisiner, tandis que son frère est envoyé étudier avec le fils d'un riche propriétaire. Elle peut étudier en secret grâce aux livres que lui donne le tuteur de son frère. 
En 1873, elle est admise à l'école secondaire des filles de Tambov d'où elle obtient son diplôme en 1877. Au moment de l'obtention, elle s'est radicalisée et écrit déjà des critiques d'œuvres de grands penseurs tels que Nikolaï Mikhaïlovski, Gleb Ouspenski et Nikolaï Dobrolioubov pour son groupe de lecture et de discussion à Tambov. 

### Carrière
Après avoir obtenu son diplôme, elle travaille comme enseignante dans une école de village, un des rares postes ouverts aux femmes, et elle publie des articles dans la presse sur le piètre état de l’éducation publique. Elle est démise de ses fonctions après avoir écrit une lettre critique aux autorités et interdite d'enseigner. Elle décide alors de poursuivre une carrière en médecine. 
Elle entre aux cours de médecine pour femmes de Saint-Pétersbourg en 1878. Ce programme doit son existence à l'influence du ministre de la Guerre, Dmitri Milioutine, qui est un défenseur de l'éducation médicale des femmes. Dmitrieva consacre presque autant de temps à aider les militants révolutionnaires qu’à ses études, permettant ainsi à sa chambre d’être utilisée pour stocker de la littérature illégale et comme refuge pour les révolutionnaires recherchés. Ses relations, qui comprennent des membres de Narodnaîa Volia, conduisent à son arrestation en 1880 et à sa peine d'emprisonnement dans la forteresse Pierre-et-Paul. Après l’arrestation et la disparition de la plupart de ses amis au début des années 1880 et des difficultés financières, elle s’intéresse de plus en plus à l’écriture. Elle termine ses études de médecine en 1886 et a étudié la gynécologie obstétrique à Moscou jusqu'en 1887,. 

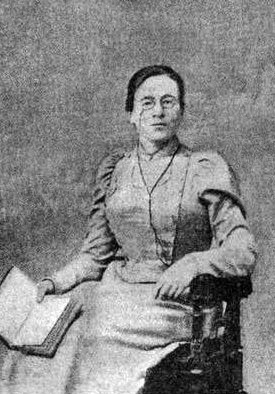
Dmitrieva dans les années 1890.

En 1887, elle est de nouveau arrêtée et emprisonnée pour avoir participé à des manifestations étudiantes. Elle est alors exilée à Tver pendant quatre ans avec sa sœur, où elles sont sous surveillance policière. En 1892, elle s'installe à Voronej avec son mari, qui a également passé de nombreuses années en isolement pour des activités révolutionnaires. 
Elle trouve du travail comme médecin lors des épidémies de choléra (1892-1893) et de diphtérie, de typhus et de scarlatine en 1894. Au cours de son traitement de ces épidémies, elle tient tête aux autorités locales en réclamant un salaire décent, du matériel indispensable et du personnel sobre, ce qui lui est refusé ainsi qu'à d'autres femmes médecins. 
Dmitrieva devient écrivain à plein temps en 1895. Elle et son mari vivent à Voronej jusqu'en 1917, en effectuant des voyages occasionnels à Moscou, à Saint-Pétersbourg et en Europe. Pendant la guerre civile russe, elle se réfugie à Sotchi après avoir perdu sa mère et ses trois frères, victimes du froid et de la famine. Elle manque de mourir de faim elle-même et perd son mari, mort après avoir été emprisonné par les bolcheviks. Durant la période soviétique, elle consacre son temps à la cause de l'alphabétisation et à la rédaction de mémoires et d'histoires pour enfants. Elle meurt à Sotchi en 1947.

## Travail littéraire
Dmitrieva a fait ses débuts littéraires en 1877 avec des histoires de paysans à une époque où les Russes instruits sont avides d'apprendre à connaître les paysans et la vie rurale. Son premier article, To Seek Justice, est publié dans un journal à Saratov. Son histoire, Akhmetka's Wife (1881), attire l'attention de la critique et les louanges de Nadejda Khvochtchinskaïa, une écrivaine reconnue. Les œuvres de Dmitrieva traitent d'une grande variété de paramètres et de personnages. Outre la Russie rurale, ses histoires couvrent l’Ukraine, la Crimée et le Caucase. 
Au cours de sa carrière littéraire, elle rencontre Maxime Gorki, Leonid Andreïev, Vikenti Veressaïev et d’autres écrivains célèbres. Ses travaux sont publiés dans les revues Russian Thought, Le Message de l'Europe et Russian Wealth. Son œuvre la plus populaire est l’histoire pour enfants A Boy and His Dog (1899), qui connaît plus de 20 rééditions. Elle écrit une autobiographie publiée en 1901 ; une édition étendue, intitulée Tak bylo (La façon c'était), est publiée en 1930. 